# Abarao Village
Abarao Village är en ort i Kiribati.   Den ligger i örådet Tarawa och ögruppen Gilbertöarna, i den östra delen av landet, 15 km öster om huvudstaden Tarawa. Abarao Village ligger 10 meter över havet och antalet invånare är 908.
Terrängen runt Abarao Village är mycket platt.  Närmaste större samhälle är Tarawa, 15,2 km väster om Abarao Village. 